# Соколувка (ґміна)
Гміна Соколувка (пол. Gmina Sokołówka) — колишня (1934–1939 рр.) сільська гміна Золочівського повіту Тарнопольського воєводства Польської республіки (1918—1939) рр. Центром ґміни було село Соколівка.
1 серпня 1934 р. було створено гміну Соколувка у Золочівському повіті. До неї увійшли сільські громади: Боложинів, Пшевлочна, Соколівка.
У 1934 р. територія ґміни становила 61,9 км². Населення ґміни станом на 1931 рік становило 5 546 осіб. Нараховувалося 1 096 житлових будинків.
У 1940 р. ґміну було ліквідовано у зв'язку з утворенням Олеського району.